# 亚洛夫卡农村居民点
亚洛夫卡农村居民点（俄语：Яловское сельское поселение）是俄罗斯联邦布良斯克州红戈拉区所属的一个农村居民点。其下辖有3个居民点，行政中心为亚洛夫卡。据2015年统计，该农村居民点的人口为428人。